# Michael Hughes-Young, 1. Baron St Helens
Michael Henry Colins Hughes-Young, 1. Baron St. Helens, MC (* 28. Oktober 1912; † 27. Dezember 1980) war ein britischer Offizier der British Army und Politiker der Conservative Party. Er war von 1955 bis 1964 Mitglied des House of Commons, von 1962 bis 1964 Treasurer of the Household und ab 1964 als erblicher Peer Mitglied des House of Lords.

## Leben
Hughes-Young war der Sohn von Henry George Young, CIE, DSO (1870–1956), einem Brigadier-General der Britisch-Indischen Armee und dessen Ehefrau Adelaide Mary Glencairn Campbell († 1965). Er absolvierte nach dem Besuch der Harrow School eine Kadettenausbildung am Royal Military College Sandhurst und wurde nach deren Abschluss 1932 als Second Lieutenant in das Infanterieregiment Black Watch (Royal Highlanders) der Britischen Armee übernommen. Er nahm am Abessinienkrieg (3. Oktober 1935 bis 27. November 1941) sowie am Zweiten Weltkrieg teil, in dem er verwundet wurde. 1944 wurde er für seine militärischen Verdienste mit dem Military Cross (MC) ausgezeichnet. Als er 1948 im Rang eines Major aus dem aktiven Militärdienst ausschied, erhielt er ehrenhalber den Rang eines Lieutenant-Colonel und blieb noch bis 1962 Reserveoffizier.
Im Anschluss war Hughes-Young von 1948 bis 1955 Mitarbeiter in der Parteizentrale der Conservative Party. Bei der Unterhauswahl am 25. Oktober 1951 kandidierte er für die Konservativen im Wahlkreis St Helens, unterlag allerdings dem damaligen Handelsminister Hartley Shawcross von der Labour Party. Bei der darauf folgenden Unterhauswahl am 26. Mai 1955 wurde er für die Konservativen als Nachfolger des bisherigen Wahlkreisinhabers Richard Adams von der Labour Party im Wahlkreis Wandsworth Central erstmals zum Mitglied des Unterhauses (House of Commons) gewählt und konnte sich dabei gegen die neue Labour-Kandidatin Annie Llewelyn-Davies durchsetzen. Er gehörte dem House of Commons nach seiner Wiederwahl am 8. Oktober 1959 bis zur Unterhauswahl am 15. Oktober 1964 an, woraufhin der Labour-Politiker David Kerr den Wahlkreis Wandsworth Central gewann.
Michael Hughes-Young war zunächst zwischen 1956 und 1958 als Parlamentarischer Privatsekretär des Staatsministers im Handelsministeriums und im Anschluss von 1958 bis 1962 im Schatzamt (HM Treasury) als Lord Commissioner of the Treasury tätig. Danach war er als Nachfolger von Edward Wakefield von 1962 bis zur Niederlage der Konservativen bei der Unterhauswahl am 15. Oktober 1964 stellvertretender Parlamentarischer Hauptgeschäftsführer (Deputy Chief Whip) der Labour Party-Fraktion und zugleich Treasurer of the Household.

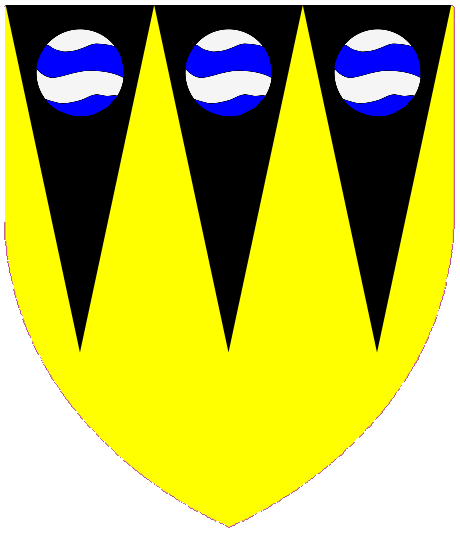
Wappen des Michael Hughes-Young, 1. Baron St Helens

Nach seinem Ausscheiden aus dem Unterhaus wurde Hughes-Young am 30. Dezember 1964 als Baron St. Helens, of Saint Helens in the County Palatine of Lancaster, in den erblichen Adelsstand der Peerage of the United Kingdom erhoben und war dadurch bis zu seinem Tod am 27. Dezember 1980 Mitglied des Oberhauses (House of Lords).
Michael Hughes-Young war seit dem 31. Juli 1939 mit Elizabeth Agnes Blakiston-Houston (1911–1956), Tochter von Richard Blakiston-Houston (1864–1933) und dessen Ehefrau Lilian Agnes Kidston (1867–1952), verheiratet. Aus dieser Ehe gingen die Kinder Henrietta Maria Hughes-Young (* 1940), Patrick Michael Hughes-Young (1942–1970), Selina Lilian Hughes-Young (* 1944), Richard Francis Hughes-Young (* 1945) und Louisa Nina Hughes-Young (* 1949) hervor. Da der älteste Sohn Patrick Michael Hughes-Young, der als Captain bei den 11th Hussars diente, 1970 bei einem Reitunfall ums Leben kam, erbte der zweitälteste Sohn Richard Hughes-Young beim Tod des Vaters 1980 den Titel als 2. Baron St. Helens und übernahm damit auch den Sitz im Oberhaus.